# Haakon IV. Norský

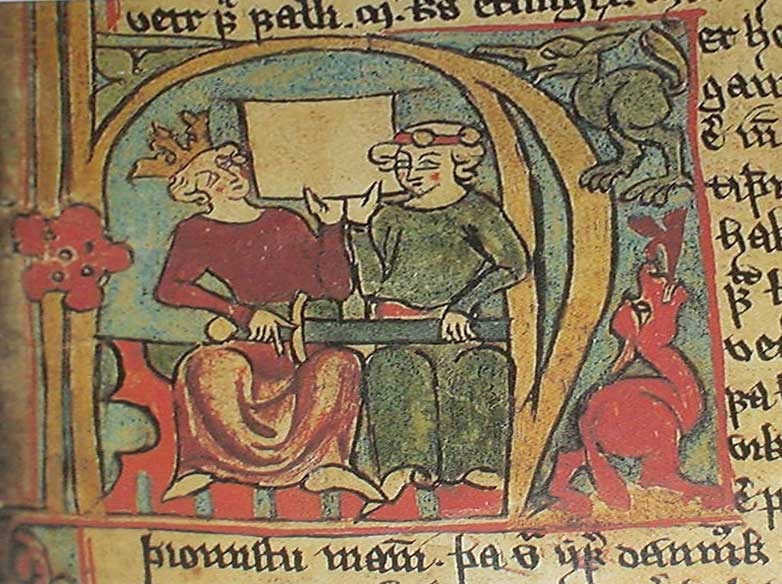
Haakon IV. se synem Magnusem (středověká iluminace)

Haakon IV. (norsky Håkon IV Håkonsson, 1204 Østfold – 15. prosince 1263 Kirkwall) byl norský král v letech 1217–1263.
Za jeho panování skončilo období tzv. Norských občanských válek, které pustošily zemi od roku 1130; druhá polovina jeho vlády byla ve znamení míru a konsolidace monarchie a definitivního sjednocení země. Období jeho panování je považováno za vrchol ve vývoji středověkého Norska.

## Biografie

### Původ, mládí
Haakon se narodil jako syn dívky ze staré a vážené rodiny, Ingy z Varteigu. Tu měl u sebe v Borgu (dnes provincie Østfold) na podzim roku 1203 král Haakon III., v té době vůdce strany tzv. birkebeiner (březonohých) v norské občanské válce. Dítě se narodilo následujícího roku, v době, kdy král zemřel. Teprve několik měsíců po jeho narození uvedla Inge jako otce krále Haakona. Haakon se nikdy neoženil a když roku 1204 zemřel, nezanechal oficiálních či známých potomků. Argumenty Ingy o králově otcovství jejího malého syna získaly podporu řady stoupenců a následovníků Haakona III. a nakonec birkenbeinerové uznali její dítě za králova potomka.

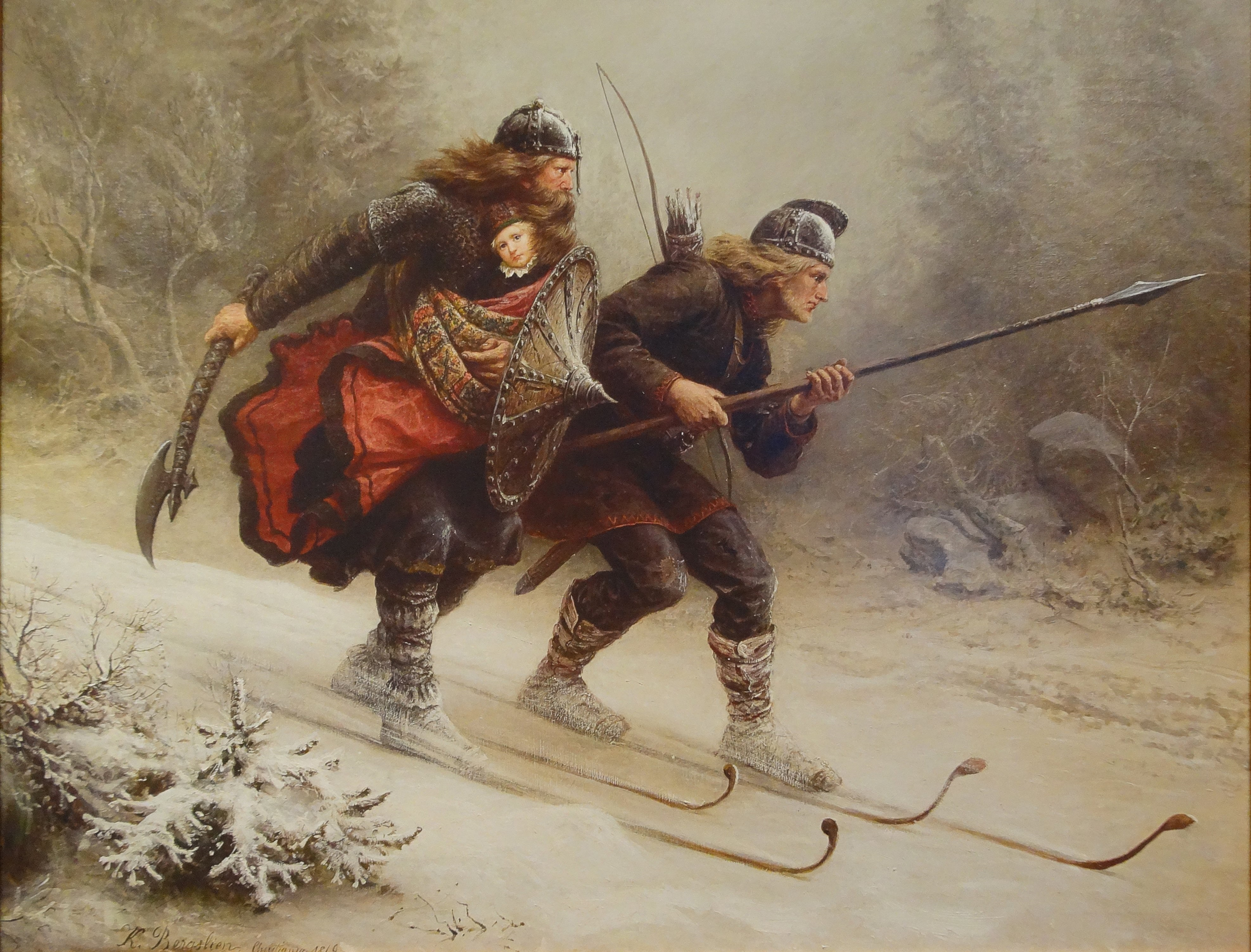
Birkebeinerne. Obraz malíře Knuda Bergsliena z roku 1869 znázorňuje dramatickou cestu, při níž birkenbeinerové zachránili malého Haakona Haakonssona

V té době byl uznávaným vládcem birkenbeinerů král Inge II. a Norsko se zmítalo ve válce mezi touto stranou a tzv. baglery; dlouhá série konfliktů započala roku 1130 v návaznosti na nejednoznačné zákony o nástupnictví soupeřením mezi různými skupinami šlechty, katolickou církví a králem. Král Haakon III., předpokládaný otec Haakona IV., náležel k birkenbeinerům; vyvíjel velké úsilí, aby nastolil mír, usmířiv se s církví. Jeho nenadálá smrt však přinesla jako důsledek oslabení vedoucí pozice birkenbeinerů a posílení baglerů, kteří ovládli jih země.
Haakon se narodil na území ovládaném baglery a matčino oznámení o jeho královském původu pro něj znamenalo velké nebezpečí. V roce 1206 baglerové rozhodli o likvidaci dítěte jako hrozícího nebezpečí, i začali ho hledat. Tehdy skupina birkenbeinerů přepravila malého Haakona na dvůr Ingeho II. v Nodarosu (dnešní Trondheim). Neputovali však obvyklou cestou, kde bylo lze očekávat útok baglerů, ale aby se jim vyhnuli, zvolili neschůdnou trasou přes hory. Cestou zastihla skupinu sněhová bouře a pouze dva vynikající bojovníci, Torstein Skevla a Skjervald Skrukka pokračovali v cestě na lyžích, nesouce dítě v náručí. Tuto cestu dodnes v Norsku připomíná nejvýznamnější lyžařský závod roku – Birkebeinerrennet (běh birkenbeinerů).

### První roky vlády
Po této dramatické záchraně se chlapec dostal k Ingemu II., který se ho ujal a uznal jej jako syna Haakona III. Když Inge II. v roce 1217 zemřel, byl Haakon zvolen za jeho nástupce oproti nevlastnímu bratrovi Ingeho II., Skule Bårdssonovi, který se rovněž ucházel o norský trůn. V tomto následnickém sporu byla Haakonova matka podrobena v roce 1218 v Bergenu ordálu (Božímu soudu) dotykem rozžhaveného kovu. Církev zpočátku odmítla Haakona uznat pro jeho nelegitimní původ.

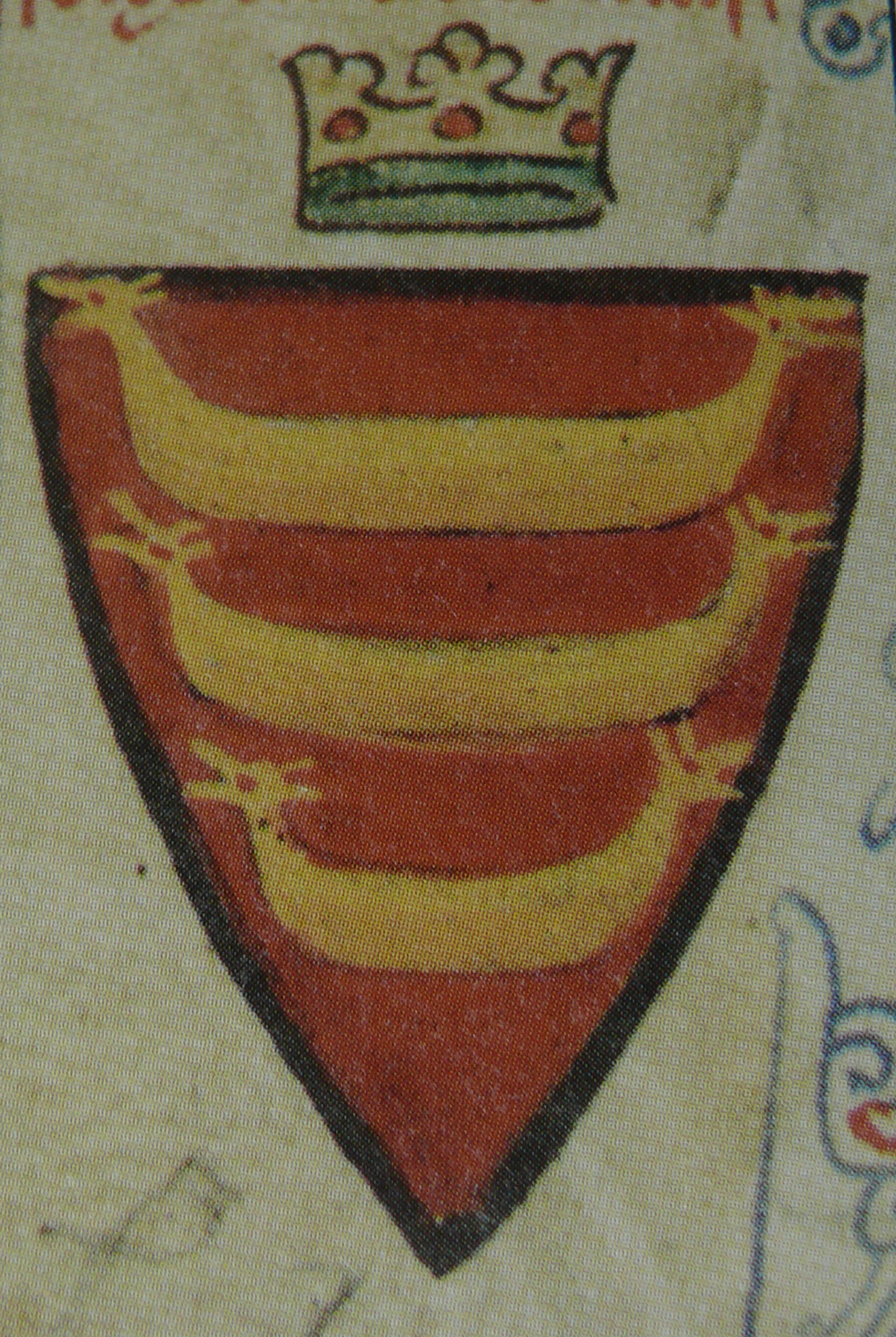
Znak Haakona IV. (středověká iluminace z kroniky Matěje Pařížského)

V roce 1223 se v Bergenu uskutečnila schůzka biskupů, jarlů, lendmannů a dalších prominentních osobností, kteří měli rozhodnout o Haakonových právech k trůnu. Dalšími kandidáty byli Guttorm Ingesson, jedenáctiletý nelegitimní syn Ingeho II.; Knut Håkonsson, legitimní syn jarla Haakona Šíleného a Ingův synovec; Skule Bårdsson, který zakládal své nároky na příbuzenství s bratrem Ingeho II.; a Sigurd Ribbung, syn krále baglerů Erlinga Steinvegga a v té době vězněný na příkaz Skuleho. Haakon byl uznán za norského krále a za přímého dědice Haakona III. Významným faktorem této volby byla i přes nelegitimní původ církevní podpora Haakonovy kandidatury. Papež (Inocenc IV.) však dal svolení k jeho korunovaci až v roce 1247.
V roce 1217 zemřel Filip Simonsson, poslední král baglerů. Skule Bårdsson, velitel Haakonových vojsk, zmobilizoval politické i vojenské síly, aby dosáhl smíru mezi oběma stranami, baglery a birkenbeinery, a tím i sjednocení království. Nicméně přetrvával nesouhlas mezi některými příslušníky baglerů, kteří zvolili jako nového uchazeče o trůn Sigurda Ribbunga a pozvedli zbraně v některých oblastech na východě země. Jejich povstání skončilo roku 1227 a Haakon se stal jediným, víceméně nesporným svrchovaným vládcem země.
V prvních letech jeho vlády byla velká část královské moci v rukou Skule Bårdssona. Od počátku bylo rozhodnuto, že bude vládnout třetině země jako jarl. Vztahy mezi Skulem a Haakonem byly však stále napjatější, dokud Haakon nedospěl a neupevnil svou moc. Ve snaze najít smír a shodu uzavřel Haakon v roce 1225 manželství se Skuleho dcerou Markétou. V roce 1239 se však konflikt mezi oběma muži změnil v otevřenou válku, když se Skule prohlásil králem Nidarosu. Skulova vzpoura skončila v roce 1240 jeho smrtí. Rebelii vyvolalo kromě jiného i zavraždění islandského skalda Snorri Sturlusona, který byl na straně Haakonových odpůrců. Další Skulův zeť, druhdy pretendent norského trůnu Knut Håkonsson, se k povstalcům nepřipojil a zůstal králi Haakonovi věrný. Toto povstání bylo posledním konfliktem období norských občanských válek, které se táhlo od roku 1130.

### Další roky vlády
Od konce tchánovy vzpoury byla Haakonova vláda ve znamení míru v zemi a dosud nevídané prosperity Norska. Byl to počátek období označovaného jako zlatý věk středověkého norského království. V roce 1247 Haakon konečně získal uznání od papeže Inocence IV., jenž vyslal do Bergenu kardinála Guillerma z Modeny celebrovat Haakonovu korunovaci.
V zahraničí organizoval Haakon v roce 1256 vojenské tažení proti dánské provincii Halland. V roce 1261 uznalo svrchovanost norského krále Grónsko a v roce 1262 naplnil Haakon jednu ze svých největších ambicí, když Island, zmítaný vnitřními konflikty, učinil totéž. Norské království dosáhlo dosud největšího rozmachu a velikosti.
V roce 1263 konflikt se skotským králem ohledně norské državy Hebridy přivedl Haakona k válečné expedici na západ Skotska. Skotský král Alexandr III. dobyl ostrovy následujícího roku. Haakon získal znovu kontrolu nad ostrovy díky své skvělé flotile formované z větší části mobilizací tzv. leidangů a troufl si i na několik nájezdů do Skotska samotného. Po velké bitvě u Largs (o níž každá strana konfliktu tvrdila, že vítězství bylo na její straně) došlo k jednání mezi oběma stranami; Skotové je ovšem protahovali ve snaze oslabit pozici norského krále, pro něhož bylo obtížné držet velké vojsko daleko od domova. Irská delegace nabídla Haakonovi možnost strávit zimu v Irsku za podmínky pomoci proti Anglii. Zdá se, že Haakon byl tomuto návrhu nakloněn, avšak jeho muži ho zavrhli. Norská flotila se uchýlila strávit zimu na Orkneje.

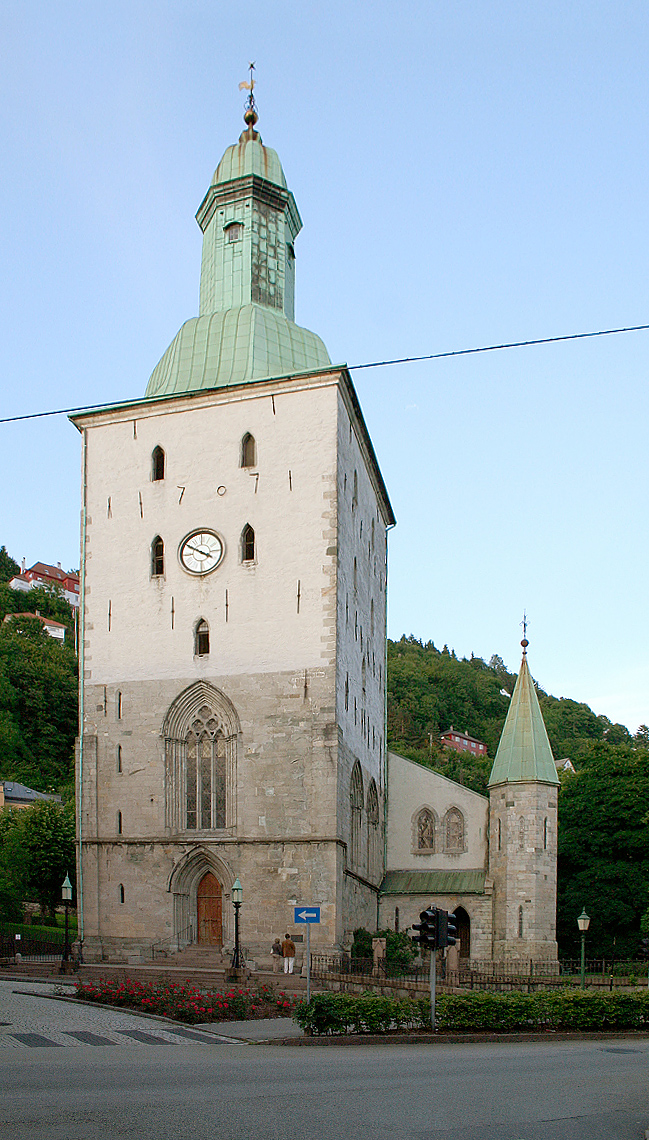
Katedrála sv. Olafa v Bergenu

Za pobytu na Orknejích v biskupském paláci v Kirkwallu Haakon onemocněl a 16. září roku 1263 zemřel. Velká část jeho flotily byla rozptýlena a zničena bouřemi. Král byl pohřben v katedrále sv. Magnuse v Kirkwallu; po příchodu jara bylo jeho tělo exhumováno a převezeno do Norska, kde bylo uloženo k poslednímu odpočinku v katedrále jeho hlavního města Bergenu.
Důsledkem všech těchto událostí bylo, že Norsko ztratilo kontrolu nad spornými územími.
Na smrtelném loži Haakon označil za svého nástupce svého jediného přeživšího syna Magnuse, jenž skutečně se po jeho smrti stal norským králem.

### Haakon IV. v historii, odkaz
Norští historikové mají na vládu Haakona IV. různé úhly pohledu. V 19. století převládal obraz silného monarchy, který ukončil občanské války a vládl největšímu norskému impériu v historii (P. A. Munch). Kolem roku 1920 převládl názor opačný, o průměrném člověku, který se stal králem v okamžiku nadcházející velikosti Norska (marxističtí historikové, např. Halvdan Koht, kteří bagatelizují úlohu jedince v historii). Haakon je srovnáván se svým rivalem Skule Bårdssonem a se svým dědem, králem Sverrem I. a většina historiků nepovažuje Haakona za vůdce tak dynamického a charismatického jako byl Sverre. V současnosti však převládá názor, že pro srovnání není sdostatek relevantních informací a pramenů – většina pochází z oficiálních biografií panovníků, jež postrádají objektivitu.
Je však jisté, že Haakon se narodil do společnosti zmítané válečnými konflikty různých vládychtivých skupin velmožů a zemřel jako vládce velkého a nezpochybnitelně mocného, mezinárodně respektovaného státu. Přijímal vyslance ze vzdálených zemí, jako byl Tunis, Novgorod a Kastilie, s nimiž se snažil upevnit vztahy, např. roku 1258 provdal svou dceru Kristinu za Filipa, bratra kastilskho krále Alfonse X.; měl i dobré kontakty s papežem Inocencem IV., který kolem roku 1250 ho chtěl učinit císařem Svaté říše římské. Haakon posílal studovat mladé schopné lidi na vyhlášené zahraniční univerzity (Sorbona v Paříži, Univerzita v Bologni). Na norském dvoře se do staré severštiny překládaly romance i biblické příběhy a král realizoval řadu projektů různých kamenných staveb, novinku v Norsku tehdejší doby.
Hlavním pramenem pro Haakonovu biografii je Hákonar saga Hákonarsonar (Sága), sepsaná po roce 1260, několik let po králově smrti, na žádost Haakonova syna Magnuse islandským spisovatelem a politikem Sturlou Þórðarsonem, synovcem Snorriho Sturlusona.
Drama Pretendenti, jež napsal v roce 1863 Henrik Ibsen, pojednává o konfliktu mezi Haakonem IV. a Skule Bårdssonem.

### Manželství a potomci
Před manželstvím měl milenku jménem Kanga (mladší), jež mu porodila dvě děti:
- Sigurd (cca 1120–1254).
- Cecilia (cca 1120–1248); manželka Gregoria Andressona, synovce Filipa Simonssona, posledního krále baglerů. Poté, co ovdověla, provdala se znovu v Bergenu za krále Haralda Hebridského, Haakonova vazala. Oba utonuli cestou na ostrovy.

V roce 1225 se z politických důvodů, ve snaze zmírnit napjaté vztahy se svým nejbližším rádcem Skule Bårdssonem, oženil s jeho dcerou Markétou Skulesdatter. Z manželství jsou známy čtyři děti:
- Olaf (1226–?), zemřel jako dítě;
- Haakon (Haakon Mladší) (1232–1257). Byl svým otcem designován jako spoluvládce Norska v roce 1239. Oženil se s Riquildou Birgersdotter, dcerou švédského jarla Birgera Magnussona. Zemřel dříve než jeho otec.
- Kristina (1234–1262). Manželka kastilského infanta Filipa. Zemřela bezdětná.
- Magnus (1238–1280). Norský král v letech 1261–1280.